# Minetia
Minetia is een geslacht van vlinders van de familie sikkelmotten (Oecophoridae).

## Soorten
- M. adamczewskii (Toll, 1956)
- M. barbella (Fabricius, 1795)
- M. criella (Treitschke, 1835)
- M. crinitus (Fabricius, 1798)
- M. labiosella (Hübner, 1810)